# Недря Кирило Михайлович
Кири́ло Миха́йлович Не́дря — лейтенант Збройних сил України (нині у запасі), позивний — «Доцент». До 2024 — завідувач кафедри гуманітарних дисциплін та психології поліцейської діяльності Дніпровського державного університету внутрішніх справ. Тренер-інструктор Національної поліції України. Сертифікований тренер-інструктор низки міжнародних організацій. Кандидат історичних наук. Магістр політології та права. З 2024 — директор Дніпровського ліцею МВС імені Олександра Гостіщева.

## З життєпису
Народився у м. Дніпропетровську. Дитинство та юність провів у м. Нікополі Дніпропетровської області, звідки родом були батьки. Маючи козацьке коріння роду, зі школи цікавився історією та був неодноразовим учасником і призером олімпіад різного рівня з історії, що вплинуло на вибір професії. Закінчив Нікопольську середню спеціалізовану природничо-математичну школу.
Освіта
У 2002 році вступив до Дніпропетровського національного університету ім. Олеся Гончара, який з відзнакою закінчив у 2007 році за спеціальністю «Політологія».
У 2012 році захистив дисертацію, здобувши науковий ступінь кандидата історичних наук за спеціальністю «Історія України» за темою «Князь М. П. Урусов: формування державного і громадського діяча (кін. ХІХ — поч. ХХ ст.)» (Закінчив аспірантуру Національного гірничого університету (2010 р.)
2017 р. — отримав диплом магістра за спеціальністю правознавство.
Трудова діяльність
До 2011 року активно працював у сфері політичного консалтингу. З 2011 року почав працювати у Дніпропетровському державному університеті внутрішніх справ на посаді викладача кафедри філософії та політології. З 2019 року очолює створену кафедру гуманітарних дисциплін та психології поліцейської діяльності, розвиваючи та впроваджуючи власні напрацювання в сфері психології екстремальних ситуацій, бойової психології, комунікації та інших спеціальних психологічних дисциплін у підготовці співробітників для Національної поліції України.
Починаючи з осені 2015 року, є одним з провідних тренерів-інструкторів Національної поліції України з блоку психологічних дисциплін — «Стресостійкість», «Ефективна комунікація», «Техніка опитування», «Толерантність та недискримінація в роботі поліцейського», «Професійна етика», співрозробником яких і є. Сертифікований тренер з психологічної підготовки низки міжнародних організацій та програм (International Criminal Investigative Training Assistance Program of the United states Department of Justice, Організація з безпеки і співробітництва в Європі, Рада Європи). В особистому доробку участь у підготовці співробітників Патрульної поліції 15 регіонів Україні (близько 12 тис. осіб), інших служб та підрозділів Національної поліції України, Національної гвардії, Державного бюро розслідувань. Є автором власник методик, посібників та методичних рекомендацій.
Частково пов'язана з професійною діяльністю і громадська робота, в межах якої втілено низку проєктів. Учасник розробки ідеї створення в Україні Міністерства у справах ветеранів. З червня по вересень єдиний штатний радник Міністра у справах ветеранів І. В. Фріз. Член робочої групи з соціально-психологічної реабілітації при міністерстві.

## Участь уРосійсько-українській війні
З 2014 по 2015 рік — у Збройних силах України, куди був призваний у першу хвилю мобілізації до лав 93-ї окремої механізованої бригади (нині почесне найменування «Холодний яр»), де призначений на посаду заступника командира 5-ї механізованої роти 2-го механізованого батальйону. Під час поранення штатного командира підрозділу та, у подальшому, загибелі наступного командира — брав командування на себе. Керував блок-постами в районі Добропілля, Селідового, Карлівки. Особовий склад 5 роти брав участь у блокаді й подальшому визволенні Карлівки, Нетайлового та селища Піски. 26 липня 2014 р. підрозділи роти перегруповано й об'єднано, а також поставлено завдання висунутися в район Авдіївки, де організувати опорний пункт. 28 липня 2014 р., з зазначеного опорного пункту, сформованою бронегрупою у складі 5 БМП-2 та 3 танків, з боєм здійснено штурм та звільнення Авдіївки «в лоб» з боку селища Дослідного. Сили підрозділу вийшли та закріпилися в районі заміського комплексу «Царське полювання».
4 серпня 2014 року рота, посилена частиною мінометної батареї, двома танками та зенітно-артилерійським взводом, отримала наказ увійти до Міжнародного аеропорту «Донецьк» імені Сергія Прокоф'єва, де змінити сили 72-ї окремої механізованої бригади, та продовжити виконувати завдання стосовно оборони і охорони об'єкту спільно з військовослужбовцями 3-го полку спецпризначення.
З кінця серпня 2014 року активізувалася інтенсивність боїв за Донецький аеропорт. Кирило Недря безпосередньо відповідав за оборону будівлі з майстернями (найстаріша будівля аеровокзалу), а з початку вересня — Нового терміналу.
У середині вересня, особовий склад гарнізону оборонців вперше отримав прізвисько «кіборги» від ворога. 12 вересня, цю назву оборонців повторив Президент України Петро Порошенко, після чого воно фактично стала другою назвою оборонців.
Кирило Недря з особовим складом 5-ї роти боронив аеропорт протягом двох місяців без ротацій, покинувши територію у ніч проти 4 жовтня 2014 р., незважаючи на тяжку контузію, якої зазнав ще 28 вересня 2014 р. (під час зустрічі бійців 79-ї бригади, що прибули для ротації підрозділу).

## Культура
Є одним з консультантів режисера Ахтема Сеітаблаєва під час створення кінострічки «Кіборги». Починаючи з жовтня 2014 р., коли відбулося знайомство з режисером, допомагав з ідеєю сценарію фільму, а потім і у знімальному процесі, перебуваючи на майданчику. Став прообразом одного з головних героїв — «Серпня» (вчитель історії за цивільною професією), якого зіграв відомий актор — В'ячеслав Довженко. Брав активну участь у передпоказах стрічки.
Консультував знімальну групу кінострічки «Позивний Бандерас» під час написання сценарію.
Є науковим консультантом виставкового проекту «Український Схід» Національного музею історії України у Другій світовій війні, а також низки інших.

## Науковий доробок
Автор більш ніж 100 наукових праць у вітчизняних та зарубіжних виданнях.

## Нагороди
6 жовтня 2014 року — за особисту мужність і героїзм, виявлені у захисті державного суверенітету та територіальної цілісності України, вірність військовій присязі під час російсько-української війни, відзначений — нагороджений орденом Богдана Хмельницького III ступеня.
- Медаль «Захиснику Вітчизни»
- Відзнака Президента України «За участь в антитерористичній операції»
- Нагрудний знак «Знак пошани»
- Відзнака Начальника Генерального Штабу Збройних сил України «Учасник АТО».
- Заохочувальна відзнака Міністерства оборони України медаль «За сприяння Збройним Силам України».
- Відомча відзнака Міністерства внутрішніх справ України нагрудний знак «За відвагу в службі»
- Медаль «За оборону Авдіївки»
- Орден «Народний Герой України» (14 вересня 2017 року)
- Нагрудний знак «За оборону Донецького аеропорту»

Також відзначений численними нагородами та відзнаками місцевих органів влади, міжнародних організацій та громадських формувань, а також подяками і грамотами Міністерства оборони, Міністерства внутрішніх справ, Національної поліції України, Сил спеціальних операцій.